# Гіляни
Гіляни (рос. Гиляны) — село у Ножай-Юртовському районі Чечні Російської Федерації.
Населення становить 1552 особи (2019). Входить до складу муніципального утворення Гілянінське сільське поселення.

## Історія
Згідно із законом від 20 лютого 2009 року органом місцевого самоврядування є Гілянінське сільське поселення.

## Населення
| 1990  | 2002  | 2010  | 2012  | 2013  | 2014  | 2015  |
| ----- | ----- | ----- | ----- | ----- | ----- | ----- |
| 1558  | ↘1065 | ↗1198 | ↗1241 | ↗1273 | ↗1314 | ↗1354 |
| 2016  | 2017  | 2018  | 2019  |       |       |       |
| ↗1398 | ↗1456 | ↗1499 | ↗1552 |       |       |       |